# Zakariyya Ahmad
Zakariyya Ahmad  (en árabe:  زكريا أحمد , o Zakaria Ahmad, Egipto,  6 de enero de 1896 - 15 de febrero de 1961) También trascrito como Zakaria Ahmed, Zakaryya Ahmad o Zakariya Ahmad. Fue un músico y compositor egipcio que en sus inicios interpretó canciones religiosas desde 1919 hasta 1929. Estudió la recitación del Corán con el conocido recitador egipcio Mohamed Salamah, pero más tarde amplió su repertorio a la música popular y patriótica. Se destacó por ser uno de los compositores de los inicios de la cantante Umm Kalzum.

## Biografía
Zakariyya Ahmad, nació el 6 de enero de 1896 en la ciudad de Fayún. Egipto. Su padre de nacionalidad Egipcia, y su madre de nacionalidad Turca, fueron los que le inculcaron desde temprana edad el amor por la música y la recitación. Zakariyya, fue un apasionado estudiante de recitación del Corán (tajwîd en árabe: تَجْوِيد), esto lo llevó a cursar en su juventud en la universidad Al-Azhar en donde estudio recitación y Maqam con los Sheijs Darwish Al-Hariri, Ali Mahmoud, Al-Musallib, Ibrahim Al-Qabbani y el Sheij Mohamed Salamah. En 1919 concluido sus estudios como Sheij (Estudioso Islámico), y debido a su gran capacidad como recitador, el Sheij Ali Mahmoud y Sheij Al-Hariri lo recomendaron a una compañía fonográfica como intérprete de canciones religiosas, algo que su padre estuvo en contra, ya que pretendía que Zakaryya, siga el camino de la filosofía Islámica y no el de la canción. Finalmente, en 1925 incursionó en la composición de teatro musical para los cantantes Ali Kassar, Naguib Al-Rihani , Zaki Okasha y Munira Al-Mahdia.

### Con la cantante Umm Kalzum
Zakariyya en (1931), comenzó a componer para la cantante Umm Kalzum como, "Howa Da Yekhalas Men Allah" de (1931), "Adat Layaly El Hana" de (1939). También compuso muchas de las canciones de las películas de Umm Kalzum, como "El ward gamil", "ghanili shway shway " , "Rahalt Anka Sageat Al Toyour " , "Quli Tifak". También compuso una serie de canciones clásicas durante la década de 1940, las que se convirtieron en hitos en su historia, como: "Ana fintizarak","El Amal", "Habeby Yasaed Awqato" , "El Helm" , "El Ahat" , "Ahl El Hawa", entre varias obras más. Entre (1947) hasta (1960) por estar distanciados por desavenencias artísticas no compuso más canciones para Um Kalzum, hasta que finalmente en (1960) a pedido de ella ,luego de recomponer la relación de amistad, le compuso su última obra maestra: "Howa Saheeh El Hawa Ghallab", que es considerada una de las mejores canciones que compuso y que Umm Kalzum cantó. Una obra cargada de puro arabismo y originalidad.

## Muerte y legado
Habiendo cumplido con Um Kalzum dándole su última composición, Zakariyya Ahmad falleció el 15 de febrero de 1961 en El Cairo, Egipto a los 65 años de edad, quedando en la historia de la música árabe universal como uno de los pioneros de este arte, que ha elevado la música egipcia a lo más alto de su calidad.